# Peter Grau
Peter Grau  {født 25. februar 1866 i Pøl ved Nordborg, død 21. (23.) januar 1953 i Nordborg) var en dansk politiker og landmand.
Grau overtog sin slægtsgård i 1892 og fik på grund af sin enestående talegaver en fremtrædende position blandt alsiske landmænd. Han blev grebet af den danske bevægelse og stod i de første år H.P. Hanssen nær. Han startede med at anbefale valget af[H.P. Hanssen til Landdagen i Kiel i 1896, men Peter Grau kom under indflydelse af redaktør Jens Jessen og overtog efter hans død i 1906 lederpositionen i kampen mod H.P. Hanssens forhandlingspolitik. Det gjorde han som bestyrelsesmedlem i den danske avis i Sønderborg Dybbøl-Posten.

Efter afstemningen i 2. zone i 1920 ønskede Peter Grau Flensborg indlemmet i Danmark, og sammen med redaktør Ernst Christiansen var han aktiv i de begivenheder, som førte til regeringen Zahles fald (Påskekrisen i 1920). Efter genforeningen var han i 1920 til 1933 næstformand i Grænseforeningen. Politisk var han knyttet til Det konservative Folkeparti.

## Ikonografi
Et portræt af Peter Grau malet af Viggo Kragh-Hansen er ophængt i billedsalen på Folkehjem i Aabenraa. Han er portrætteret af Harald Slott-Møller; dette maleri hænger i klubværelset på Flensborghus.